# Афанасьев, Андрей Игоревич
Андре́й И́горевич Афана́сьев (род. 15 мая 1964, Москва) — советский и российский футболист, защитник и полузащитник, тренер.

## Клубная карьера
Известен по выступлениям за московские футбольные клубы ЦСКА, «Торпедо», «Спартак», а также за «Сатурн» в составе которого завершил свою игровую карьеру в 2001 году. Мастер спорта СССР с 1986 года). Игрок сборной России (1993—1995).
В высшей лиге чемпионата СССР сыграл 79 матчей, забил 3 мяча, в высшей лиге чемпионата России сыграл 209 матчей, забил 15 мячей.

## Карьера в сборной
Сыграл 4 матча в составе сборной России:
- 13 февраля 1993. Товарищеский матч. США — Россия 0:1. 33 минуты, вышел на замену; «Торпедо» Москва
- 17 февраля 1993. Товарищеский матч. Сальвадор — Россия 1:2. 90 минут; «Торпедо» Москва
- 8 марта 1995. Товарищеский матч. Словакия — Россия 2:1. 24 минуты, был удалён  ; «Спартак» Москва
- 31 мая 1995. Товарищеский матч. Югославия — Россия 1:2. 34 минуты, вышел на замену; «Спартак» Москва

## Тренерская карьера
Завершив карьеру игрока, продолжил работу в подмосковном «Сатурне» в качестве тренера. По окончании чемпионата 2002 года покинул «Сатурн» и работал главным тренером московских клубов «Торпедо-ЗИЛ» (2003) и «Титан» (2005), старшим тренером клуба «Химки» (2004). С июня 2005 по июль 2006 года работал в тренерском штабе «Сатурна», после чего возглавил созданный летом 2006 года женский футбольный клуб «Дана» (Москва) с которым выиграл первенство России по футболу среди женских команд Второго дивизиона и завоевал право в сезоне 2007 года выступать в турнире команд Первого дивизиона. В 2007 году назначен главным тренером подмосковного клуба «Дмитров» с которым занял 2-е место в первенстве России среди любительских футбольных клубов, зона «Московская область», группа «А». C 12 января по 27 июля 2009 года был главным тренером клуба «Зеленоград» (Москва). С 2010 года работал помощником главного тренера во владикавказской «Алании». Работал помощником Сергея Жукова в «Томи» и «Волге».

## Статистика в качестве главного тренера
| Команда          | Начало работы  | Окончание работы | Результаты | Результаты | Результаты | Результаты | Результаты | Результаты | Результаты | Результаты |
| Команда          | Начало работы  | Окончание работы | И          | В          | Н          | П          | ГЗ         | ГП         | РМ         | В %        |
| ---------------- | -------------- | ---------------- | ---------- | ---------- | ---------- | ---------- | ---------- | ---------- | ---------- | ---------- |
| «Титан» (Москва) | 15 апреля 2005 | 27 июня 2005     | 13         | 1          | 1          | 11         | 9          | 35         | −26        | 007,69     |
| «Дмитров»        | 20 марта 2008  | 1 декабря 2008   | 37         | 14         | 7          | 16         | 40         | 44         | −4         | 037,84     |
| «Зеленоград»     | 11 января 2009 | 29 июля 2009     | 19         | 5          | 5          | 9          | 16         | 20         | −4         | 026,32     |
| «Сахалин»        | 1 мая 2014     | 6 июня 2014      | 6          | 4          | 1          | 1          | 10         | 4          | +6         | 066,67     |
| «Сатурн» (и. о.) | 1 июня 2021    | 16 июня 2021     | 3          | 2          | 1          | 0          | 9          | 6          | +3         | 066,67     |
| Всего            | Всего          | Всего            | 78         | 26         | 15         | 37         | 84         | 109        | −25        | 033,33     |

## Достижения

### Командные

#### Игрок
ЦСКА (Москва)
- Победитель Первой лиги: 1986
- Серебряный призёр Первой лиги: 1985
- Бронзовый призёр Первой лиги: 1988
- Итого : 1 трофей

«Торпедо» (Москва)
- Бронзовый призёр чемпионата СССР: 1991
- Обладатель Кубка России: 1993
- Финалист Кубка СССР (2): 1989, 1991
- Итого : 1 трофей

«Спартак» (Москва)
- Бронзовый призёр чемпионата России: 1995

«Навбахор»
- Бронзовый призёр чемпионата Узбекистана: 1997

«Сатурн»
- Победитель Первой лиги: 1998
- Итого : 1 трофей

#### Тренер
«Сахалин»
- Победитель ПФЛ (зона «Восток»): 2013/14
- Итого : 1 трофей

«Сатурн»
- Бронзовый призёр ПФЛ (группа 3): 2020/21

### Личные
- В списках 33 лучших футболистов чемпионата России: 1992 (II), 1993 (II), 1994 (II)